# Иван Джартазанов
Иван Янков Джартазанов е учител по естествознание, директор на класическата гимназия „Любен Каравелов“ в Копривщица, редактор на вестник „Средногорие“.

## Биография
Деец е на Македоно-одринската организация. През юли - август 1900 година е делегат на Седмия македоно-одрински конгрес от Луковитското дружество.
На общо събрание на копривщенските граждани по предложение на Нейко Азманов и други ентусиасти през 1907 година се учредява първото в България Дружество за залесяване и се приема уставът му. За председател е избран уважаваният от всички учител Иван Джартазанов. Той организира не само учениците, но и всички жители на града, които масово се включват в акциите по залесяването в продължение на почти 20 години.
В първите отчети на дружеството от 1909 г. до 1912 г. Иван Джартазанов поставя пред местните власти и Министерството на земеделието и държавните имоти, въпроса за необходимостта от откриване на горски разсадник на територията на Копривщица за производство и място на разсад на овощни и горски дръвчета. Това се налага от много честото повреждане на разсадът при транспортиране, а е необходима и климатизация на културите. За целта е създадена комисия, която избира подходящи терени под връх Петровден, но земевладелците, скотовъдци и производители на картофи отказват да продадат земята, което възпрепятства реализиране на идеята. През 1908 г. копривщенецът Рашко Маджаров дарява 50 лв. на дружеството. Със същата цел Рашко Брайков предоставя ливадата си в местността Войводенец за създаване на нужния горски разсадник.

## Пионери на залесяването в Копривщица
Първи настоятели на новоучреденото дружество:
- Иван Джартазанов – председател, учител
- Нейко Азманов (1877 – 1974) – учител
- Данаил Кусев (1894 – 1978) – лесовъд
- Толе Цаков – шивач
- Стоян Главчев
- Георги Ломев – бакалин
- Пенко Фингаров – мандраджия
- Никола Радомиров (1891 – 1969) – художник
- Тодор Тумангелов (1853 – 1935) – поборник от Априлското бъстание

Контролен съвет:
- Рашко Джуров
- Атанас Шабанов (1845 – 1918) – поборник от Априлското бъстание, кундурджия (обущар)
- Ненчо Козинаров – учител

Членове на дружеството:
- Гаврил Колев (1855 – 1931) – опълченец
- Любен Кукуринеков – шивач
- Кръстю Табаков – кръчмар
- Тодор Тороманов – замеделски стопанин
- Петко Сиреков (1866 – 1935) – учител, баща на Атанас Сиреков
- Рашко Маджаров (1874 – 1943) – политик
- Иван Гугов
- Илия Татарлиев
- Христо Дрехаров – учител
- Стоян Главчев
- Грую Ценов – горски работник.[4]